# Маяк острова Плам
Маяк острова Плам (англ. Plum Island Light) — маяк, розташований в протоці Лонг-Айленд на невеликому острові Плам, округ Саффолк, штат Нью-Йорк, США. Побудований в 1827 році. Деактивований в 1978 році.

## Історія
Невеликий остров Плам  розташований на схід від острова Лонг-Айленд біля східного входу в протоку Лонг-Айленд. Судноплавство в цьому районі досить інтенсивне, і 18 травня 1826 року Конгрес США виділив 4 000$ на будівництво маяка в західній частині острова. У 1827 році будівництво було завершено, маяк представляв собою восьмикутну кам'яну вежу висотою 10,7 метрів і кам'яний будинок доглядача. Для освітлення використовувалися масляні лампи. У 1856 році на маяк була встановлена лінза Френеля. Стан будівель погіршувався, і 3 березня 1869 року Конгрес виділив кошти на будівництво нового маяка. Новий маяк був побудований за тим самим проектом, що й маяки Морган-Пойнт, острова Грейт-Каптен і острова Шеффілд в Коннектикуті, маяк Олд-Філд-Пойнт у штаті Нью-Йорк і Північний маяк острова Блок в Род-Айленді. Він представляв собою двоповерховий будинок доглядача у вікторіанському стилі з гранітних блоків, на даху якого була розташована восьмикутна башта маяка висотою 13 метрів. У 1978 році Берегова охорона США побудувала автоматичний маяк неподалік, і маяк острова Плам був виведений з експлуатації.
У 1994 році оригінальна лінза Френеля, що використовувалася на маяку, була виставлена в музеї міста Грінпорт, штат Нью-Йорк.
У 2011 році маяк був включений в Національний реєстр історичних місць.

## Фотографії

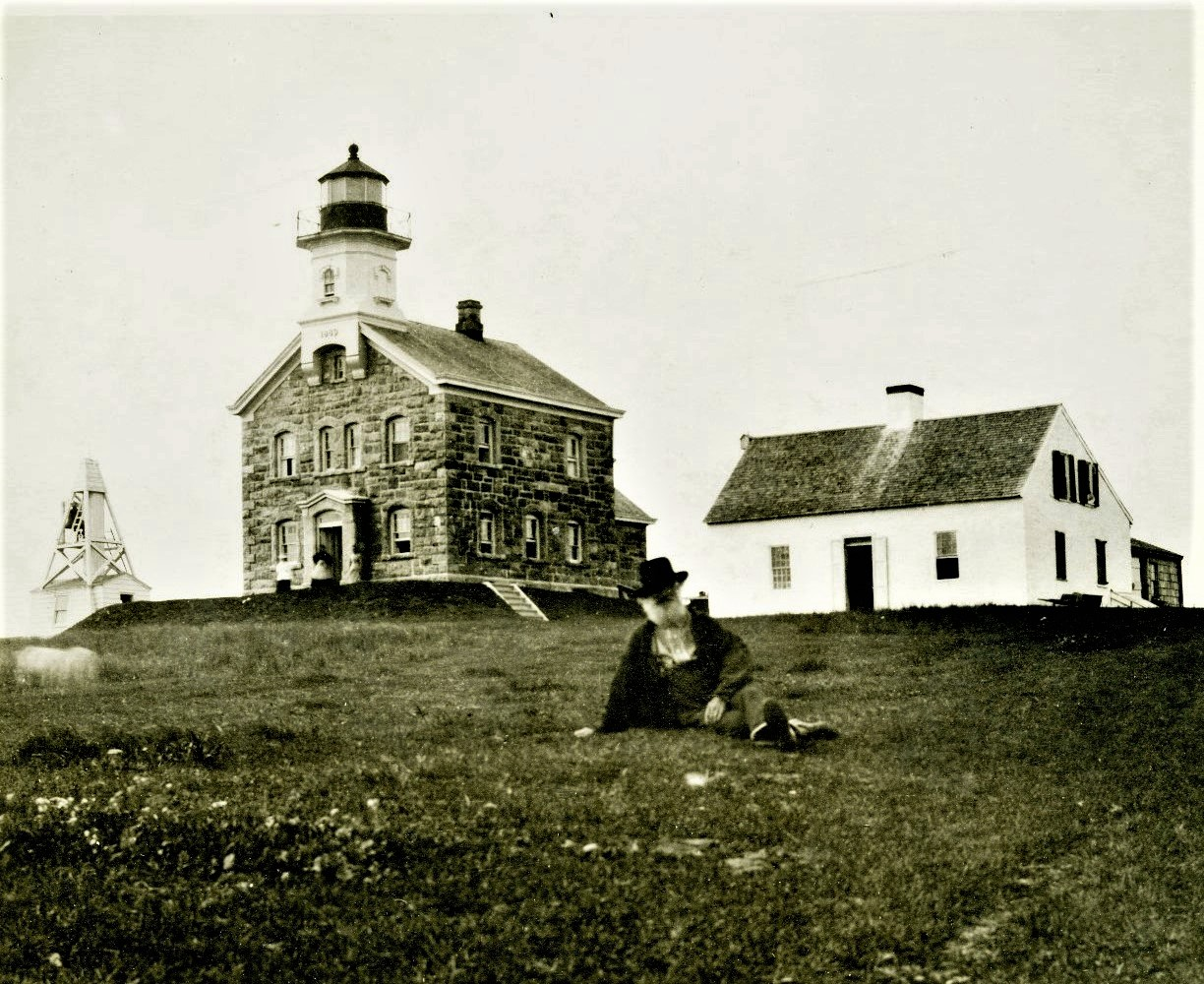
фотографія маяка 1879 року, виставлена у Бруклінському музеї